# 尤伯球屬
尤伯球屬，又名假般若屬、傘球屬或銀裝殿屬，是一屬仙人掌。其屬名是為紀念瑞士收藏家Werner J. Uebelmann (1921-2014)於1966年發現。主要分布於巴西東部。它們現正受到《瀕危野生動植物種國際貿易公約》附錄一的保護。
生長緩慢，但體質強健。

## 物種
- U. buiningii
- U. gummifera
- 櫛極丸（U. pectinifera）[1]